# Jesús Fernández Collado
Jesús Fernández Collado (Madrid, 11 giugno 1988) è un calciatore spagnolo, portiere dell'FC Politehnica Iași.

## Caratteristiche tecniche
Abile nelle situazioni uno-contro-uno ed è in possesso di una buona agilità. Le migliori qualità sono gli interventi sulle palle alte e il posizionamento nell'area di rigore.

## Carriera

### Club

#### Numancia
Jesús, a livello giovanile, gioca per tre differenti club, prima nell'Unión Adarve, poi nel Villarreal ed infine nel Getafe. Nel 2007 firma un contratto biennale con il Numancia che gli permette di esordire da professionista nel Numancia B, militante nella Tercera División. Nella stagione 2009-2010 viene promosso in prima squadra come terzo portiere ed ottiene 5 presenze nella Segunda División.

#### Real Madrid
Nel 2010 torna nella sua città natale, Madrid, per vestire la maglia del Real Madrid, dal 2010 al 2013 gioca come primo portiere nel Real Madrid Castilla disputando 61 partite con tale squadra. Esordisce in prima squadra il 21 maggio 2011 in occasione della vittoria casalinga di campionato per 8-1 contro l'Almería, Jesús sostituisce il portiere Jerzy Dudek al minuto 78'. Nella stagione 2013-2014 viene promosso ufficialmente in prima squadra come terzo portiere, alle spalle di Iker Casillas e Diego López, poiché Antonio Adán rescinde il proprio contratto con la società madrilena.

#### Le varie parentesi
Il 4 agosto 2014 si trasferisce a titolo definitivo al Levante, firmando un contratto fino al 2016 con opzione di rinnovo per altre due stagioni. Esordisce il 24 agosto successivo nella sconfitta per 2-0 contro il Villarreal. Conclude la stagione con un bottino di 10 presenze dove subisce 17 reti.
Dopo due stagioni passate ai margini del progetto tecnico, il 21 gennaio 2016 decide di rescindere il proprio contratto che lo legava con il club di Valencia.
Il giorno successivo, alla rescissione dal suo vecchio club, si lega al Granada firmando un contratto semestrale. Debutta con la nuova maglia il 19 marzo 2016 in occasione del pareggio casalingo, per 2-2, contro il Rayo Vallecano; il portiere spagnolo torna a disputare un incontro ufficiale dopo 431 giorni dall'ultima partita disputata. Chiude la stagione con 1 presenza dove subisce 2 reti.
Il 21 luglio 2016 si lega con il Cadice militante nella Segunda División. L'esordio arriva il 7 settembre successivo in occasione del secondo turno di Coppa del Re vinto, ai calci di rigore, contro il Levante.  Conclude la stagione con 3 presenze dove subisce 4 reti.
Il 21 luglio 2017 passa a titolo gratuito alla Leonesa. Gioca la sua prima partita con la Cultu il 18 agosto successivo nella trasferta persa, per 2-0, contro il Lorca. Conclude la stagione con un bottino di 14 presenze dove subisce 23 reti.
Il 17 agosto 2018 passa, a titolo gratuito, ai rumeni del CFR Cluj lasciando così di fatto la Spagna per la prima volta in carriera. L'esordio arriva il 26 agosto successivo in occasione della trasferta pareggiata, per 0-0, contro il Gaz Metan Mediaș.

## Statistiche

### Presenze e reti nei club
Statistiche aggiornate al 10 maggio 2025.
| Stagione                | Squadra                 | Campionato              | Campionato | Campionato | Coppe nazionali | Coppe nazionali | Coppe nazionali | Coppe continentali | Coppe continentali | Coppe continentali | Altre coppe | Altre coppe | Altre coppe | Totale | Totale |
| Stagione                | Squadra                 | Comp                    | Pres       | Reti       | Comp            | Pres            | Reti            | Comp               | Pres               | Reti               | Comp        | Pres        | Reti        | Pres   | Reti   |
| ----------------------- | ----------------------- | ----------------------- | ---------- | ---------- | --------------- | --------------- | --------------- | ------------------ | ------------------ | ------------------ | ----------- | ----------- | ----------- | ------ | ------ |
| 2009-2010               | Numancia                | SD                      | 5          | -11        | CR              | 0               | 0               | -                  | -                  | -                  | -           | -           | -           | 5      | -11    |
| 2010-2011               | Real M. Castilla        | SDB                     | 26         | -27        | -               | -               | -               | -                  | -                  | -                  | -           | -           | -           | 26     | -27    |
| 2011-2012               | Real M. Castilla        | SDB                     | 19+2       | -16 + -1   | -               | -               | -               | -                  | -                  | -                  | -           | -           | -           | 21     | -17    |
| 2012-2013               | Real M. Castilla        | SD                      | 14         | -23        | -               | -               | -               | -                  | -                  | -                  | -           | -           | -           | 14     | -23    |
| Totale Real M. Castilla | Totale Real M. Castilla | Totale Real M. Castilla | 59+2       | -66 + -1   |                 | -               | -               |                    | -                  | -                  |             | -           | -           | 61     | -67    |
| 2010-2011               | Real Madrid             | PD                      | 1          | 0          | CR              | 0               | 0               | UCL                | 0                  | 0                  | -           | -           | -           | 1      | 0      |
| 2011-2012               | Real Madrid             | PD                      | 0          | 0          | CR              | 0               | 0               | UCL                | 0                  | 0                  | SS          | 0           | 0           | 0      | 0      |
| 2012-2013               | Real Madrid             | PD                      | 1          | -2         | CR              | 0               | 0               | UCL                | 0                  | 0                  | SS          | 0           | 0           | 1      | -2     |
| 2013-2014               | Real Madrid             | PD                      | 0          | 0          | CR              | 0               | 0               | UCL                | 0                  | 0                  | -           | -           | -           | 0      | 0      |
| Totale Real Madrid      | Totale Real Madrid      | Totale Real Madrid      | 2          | -2         |                 | 0               | 0               |                    | 0                  | 0                  |             | 0           | 0           | 2      | -2     |
| 2014-2015               | Levante                 | PD                      | 6          | -12        | CR              | 4               | -5              | -                  | -                  | -                  | -           | -           | -           | 10     | -17    |
| 2015-gen. 2016          | Levante                 | PD                      | 0          | 0          | CR              | 0               | 0               | -                  | -                  | -                  | -           | -           | -           | 0      | 0      |
| Totale Levante          | Totale Levante          | Totale Levante          | 6          | -12        |                 | 4               | -5              |                    | -                  | -                  |             | -           | -           | 10     | -17    |
| gen.-giu. 2016          | Granada                 | PD                      | 1          | -2         | CR              | -               | -               | -                  | -                  | -                  | -           | -           | -           | 1      | -2     |
| 2016-2017               | Cadice                  | SD                      | 1          | -1         | CR              | 2               | -3              | -                  | -                  | -                  | -           | -           | -           | 3      | -4     |
| 2017-2018               | Leonesa                 | SD                      | 12         | -17        | CR              | 2               | -6              | -                  | -                  | -                  | -           | -           | -           | 14     | -23    |
| 2018-2019               | CFR Cluj                | L1                      | 3          | -3         | CR              | 5               | -5              | UCL+UEL            | 0+1                | 0 + -3             | SR          | 0           | 0           | 9      | -11    |
| 2019-gen. 2020          | CFR Cluj                | L1                      | 2          | -3         | CR              | 1               | -2              | UCL+UEL            | 0                  | 0                  | SR          | 0           | 0           | 3      | -5     |
| Totale CFR Cluj         | Totale CFR Cluj         | Totale CFR Cluj         | 5          | -6         |                 | 6               | -7              |                    | 1                  | -3                 |             | 0           | 0           | 12     | -16    |
| gen.-giu. 2020          | Panaitōlikos            | SL                      | 4+7        | -8 + -6    | CG              | 1               | -1              | -                  | -                  | -                  | -           | -           | -           | 12     | -15    |
| 2020-2021               | Sepsi                   | L1                      | 6+2        | -9 + 0     | CR              | 0               | 0               | -                  | -                  | -                  | -           | -           | -           | 8      | -9     |
| 2021-2022               | Hércules                | PDR                     | 9          | -11        | -               | -               | -               | -                  | -                  | -                  | -           | -           | -           | 9      | -11    |
| 2022-2023               | Voluntari               | L1                      | 1+1        | -1+0       | CR              | 3               | -5              | -                  | -                  | -                  | -           | -           | -           | 5      | -6     |
| 2023-2024               | Voluntari               | L1                      | 21+5       | -28 + -6   | CR              | 4               | -1              | -                  | -                  | -                  | -           | -           | -           | 30     | -35    |
| Totale Voluntari        | Totale Voluntari        | Totale Voluntari        | 22+6       | -29 + -6   |                 | 7               | -6              |                    | -                  | -                  |             | -           | -           | 35     | -41    |
| 2024-2025               | FC Politehnica Iași     | L1                      | 28+8       | -42 + -3   | CR              | 1               | 0               | -                  | -                  | -                  | -           | -           | -           | 37     | -45    |
| Totale carriera         | Totale carriera         | Totale carriera         | 185        | -232       |                 | 19              | -28             |                    | 1                  | -3                 |             | 0           | 0           | 205    | -263   |

## Palmarès

### Club

#### Competizioni nazionali
- Segunda División B: 1

Real M. Castilla: 2011-2012 (gruppo 1)
- Supercoppa di Spagna: 1

Real Madrid: 2012
- Coppa di Spagna: 1

Real Madrid: 2013-2014
- Campionato rumeno: 1

CFR Cluj: 2018-2019

#### Competizioni internazionali
- UEFA Champions League: 1

Real Madrid: 2013-2014